# Elsa Morante
Elsa Morante (ur. 18 sierpnia 1912 w Rzymie, zm. 25 listopada 1985 tamże) – włoska pisarka i poetka. Autorka powieści wyróżniających się wnikliwą analizą psychologiczną i poetyckością.

## Życiorys
Urodziła się w Rzymie 18 sierpnia 1912 roku. Tam też, w dzielnicy Testaccio, spędziła dzieciństwo. Jej matką naturalną była żydowska nauczycielka Irma Poggibonsi z Modeny, ojcem urzędnik pocztowy Francesco Lo Monaco. Jednak tuż po urodzeniu dziecku zostało nadane nazwisko prawowitego męża matki, Augusta Morante, dozorcy w zakładzie poprawczym. Morante uznał dziewczynkę za własne dziecko i podjął się jej wychowania. W jego domu Elsa dorastała, wraz z trójką młodszego rodzeństwa: Aldem, Marcellem (później również pisarzem, zmarłym w 2005 roku) i Marią.
Już jako młoda dziewczyna Elsa zaczęła pisać bajki dla dzieci, jak również krótkie wiersze i opowiadania, które począwszy od 1933 roku były publikowane, za radą i wsparciem krytyka Franceska Bruna, który zamieszczał je w różnych czasopismach, przede wszystkim w „Oggi”, ale także m.in. w „Corriere dei piccoli”, „Meridiano di Roma” i „I diritti della scuola”.
Pierwszą książką Morante był właśnie zbiór młodzieńczych opowiadań wydany w 1941 roku przez wydawnictwo Garzanti pod tytułem Il gioco secreto. W następnym roku ukazała się jej książka dla dzieci Le bellissime avventure di Caterì dalla trecciolina, przez nią ilustrowana. W 1959 r. książka ta została ponownie wydana pod nowym tytułem Le straordinarie avventure di Caterina.
W 1936 roku Elsa poznała pisarza Alberta Moravię, z którym wzięła ślub 14 kwietnia 1941 roku. Znalazła się w środowisku najważniejszych postaci włoskiej literatury i kultury, takich jak Pier Paolo Pasolini (zagrała w jego filmie „Accattone”, wspólnie podróżowali do Indii), Umberto Saba, Attilio Bertolucci, Giorgio Bassani, Sandro Penna czy Enzo Siciliano. Przyjaźniła się z Leonor Fini oraz Konstantym Jeleńskim.
Pod koniec drugiej wojny światowej Morante i Moravia opuszczają Rzym w obawie przed represjami nazistów i zamieszkują w Fondi, w prowincji Latina. Ten region stanie się potem miejscem wydarzeń powieści obojga pisarzy (dla Moravii będzie to powieść Matka i córka, dla Morante La storia). W tym czasie Elsa Morante zajmuje się tłumaczeniem dziennika Katherine Mansfield („Scrapbook”), co nie pozostanie bez wpływu na jej własną twórczość. Po wojnie Morante i Moravia poznają tłumacza Williama Weavera, który umożliwi im sukces na rynku amerykańskim.
Pierwszą powieścią Morante była Menzogna e sortilegio (Kłamstwo i czary) wydana przez Einaudi w 1948 roku (polskie wydanie 1968). Książka zdobyła nagrodę Viareggio, a w 1951 roku ukazała się w USA pod tytułem House of Liars (przekład Adrienne Foulke i Andrew Chiappe).
Kolejna powieść L’isola di Arturo (Wyspa Artura) ukazała się w 1957 roku (polskie wydanie: 1960), zyskując uznanie krytyki i zdobywając prestiżową Premio Strega. Na jej podstawie Damiano Damiani wyreżyserował film pod tym samym tytułem.
W latach sześćdziesiątych pisarka publikuje niewiele, jest niezadowolona z efektów swej pracy, wiele z nich niszczy. Publikuje jedynie zbiór opowiadań „Lo scialle andaluso” (1963) oraz dwa tomiki poezji: „Alibi” (1958) i „Il mondo salvato dai ragazzini e altri poemi” (1968). W 1961 roku rozstaje się z Moravią.
W tym czasie nawiązuje też znajomość z Luchinem Viscontim, malarzem amerykańskim Billem Morrowem, krytykiem Cesarem Garbolim i aktorem Carlem Cecchim. Dwaj ostatni będą później redaktorami jej „Dzieł wszystkich” w wydawnictwie Mondadori. Pracuje też nad powieścią Senza i conforti della religione, która nigdy się nie ukaże.
Kolejna powieść Morante wychodzi w 1974 roku. Jest to La Storia, której akcja rozgrywa się w Rzymie podczas drugiej wojny światowej. Książka zdobywa światowy rozgłos (przetłumaczona na angielski przez Williama Weavera), ale jest też zapiekle krytykowana. Na jej podstawie Luigi Comencini stworzył scenariusz filmu telewizyjnego, w którym główną rolę zagrała Claudia Cardinale.
Ostatnią powieścią Morante było Aracoeli (1982), również przełożona na angielski przez Weavera. W 1983 roku pisarka zachorowała (komplikacje po złamaniu kości udowej) i próbowała odebrać sobie życie. W 1984 roku otrzymała francuską nagrodę Prix Médicis za Aracoeli. W następnym roku, 25 listopada 1985, zmarła na zawał serca.
Pośmiertnie ukazały się wspomniane już „Dzieła” (pod red. Garboliego i Cecchiego), a także zbiory opowiadań Racconti dimenticati pod red. Irene Babboni i Carla Cecchiego oraz Aneddoti infantili (wybór tekstów opublikowanych w Oggi w latach 1939-40).

## Wybrana twórczość
- Kłamstwo i czary (1948, wyd. pol. 1968)
- Wyspa Artura (1957, wyd. pol. 1960)
- La Storia (1974)
- Aracoeli (1984)
- Alibi (1958, zbiór poezji)

## Biografie
- Lily Tuck Woman of Rome: A Life of Elsa Morante. Harper Collins, 2008 ISBN 978-0-06-147256-5